# Cutler (Wisconsin)
Cutler – miasto w Stanach Zjednoczonych, w stanie Wisconsin, w hrabstwie Juneau.